# 孔多爾瓦馬尼山 (聖阿納區)
12°59′10″S 75°02′34″W / 12.98611°S 75.04278°W
孔多爾瓦馬尼山（Kuntur Wamani），是秘魯的山峰，位於該國中南部萬卡韋利卡大區，由卡斯特羅維雷納省的聖阿納區負責管轄，屬於瓊塔山脈的一部分，海拔高度4,800米。